# Isaac Carcelén
Isaac Carcelén Valencia (El Puerto de Santa María, Cádiz, Andalucía, España, 23 de abril de 1993), conocido como Iza, es un futbolista español. Juega como defensa y su equipo es el Cádiz C. F. de la Segunda División de España.

## Trayectoria
Formado en la cantera del Real Betis Balompié debuta con el filial, aún perteneciendo a los juveniles, el 4 de septiembre de 2011 en el derbi de filiales sevillanos en el cual juega el partido completo, que acaba con victoria sobre el Sevilla Atlético por dos goles a cero. Permanece en él durante los tres años siguientes, siendo sus dos últimas temporadas un jugador fundamental para Merino, que aprovecha la polivalencia del mismo destacando en el segundo equipo bético. Sin embargo en verano de 2015, al no dar el salto definitivo al primer equipo, se marcha al Real Zaragoza, después de casi cien partidos con el Real Betis "B". Su fichaje se hace oficial el 6 de julio de 2015, firmando un contrato de tres años con el club blanquillo.

## Estadísticas
Actualizado al último partido disputado el 1 de junio de 2025.
| Real Betis Balompié "B" · España      | 2.ª B         | 2011-12       | 6   | 0  | —  | — | — | — | 6   | 0  |
| Real Betis Balompié "B" · España      | 2.ª B         | 2012-13       | 21  | 0  | —  | — | — | — | 21  | 0  |
| Real Betis Balompié "B" · España      | 3.ª           | 2013-14       | 35  | 1  | —  | — | — | — | 35  | 1  |
| Real Betis Balompié "B" · España      | 2.ª B         | 2014-15       | 33  | 2  | —  | — | — | — | 33  | 2  |
| Real Betis Balompié "B" · España      | Total club    | Total club    | 95  | 3  | 0  | 0 | 0 | 0 | 95  | 3  |
| Real Zaragoza · España                | 2.ª           | 2015-16       | 25  | 1  | 1  | 0 | — | — | 26  | 1  |
| Real Zaragoza · España                | 2.ª           | 2016-17       | 25  | 0  | 0  | 0 | — | — | 25  | 0  |
| Real Zaragoza · España                | Total club    | Total club    | 50  | 1  | 1  | 0 | 0 | 0 | 51  | 1  |
| Cultural Leonesa · España             | 2.ª           | 2017-18       | 35  | 4  | 1  | 2 | — | — | 36  | 6  |
| Cultural Leonesa · España             | Total club    | Total club    | 35  | 4  | 1  | 2 | 0 | 0 | 36  | 6  |
| C. F. Rayo Majadahonda · España       | 2.ª           | 2018-19       | 39  | 6  | 2  | 1 | — | — | 41  | 7  |
| C. F. Rayo Majadahonda · España       | Total club    | Total club    | 39  | 6  | 2  | 1 | 0 | 0 | 41  | 7  |
| Cádiz C. F. · España                  | 2.ª           | 2019-20       | 39  | 2  | 2  | 0 | — | — | 41  | 2  |
| Cádiz C. F. · España                  | 1.ª           | 2020-21       | 32  | 0  | 1  | 0 | — | — | 33  | 0  |
| Cádiz C. F. · España                  | 1.ª           | 2021-22       | 25  | 0  | 2  | 0 | — | — | 27  | 0  |
| Cádiz C. F. · España                  | 1.ª           | 2022-23       | 27  | 0  | 1  | 0 | — | — | 28  | 0  |
| Cádiz C. F. · España                  | 1.ª           | 2023-24       | 35  | 0  | 0  | 0 | — | — | 35  | 0  |
| Cádiz C. F. · España                  | 2.ª           | 2024-25       | 32  | 1  | 0  | 0 | — | — | 32  | 1  |
| Cádiz C. F. · España                  | Total club    | Total club    | 190 | 3  | 6  | 0 | 0 | 0 | 196 | 3  |
| Total carrera                         | Total carrera | Total carrera | 409 | 17 | 10 | 3 | 0 | 0 | 419 | 20 |
| (1) Incluye datos de la Copa del Rey. |               |               |     |    |    |   |   |   |     |    |